# Barrage hydroélectrique d'Édéa
Le barrage hydroélectrique d'Édéa est la plus vieille centrale hydroélectrique du Cameroun. Implantée sur la Sanaga dans la ville d'Édéa, la centrale hydroélectrique d'Édéa a une capacité de 276,4 MW. Elle alimente le réseau interconnecté Sud.

## Historique

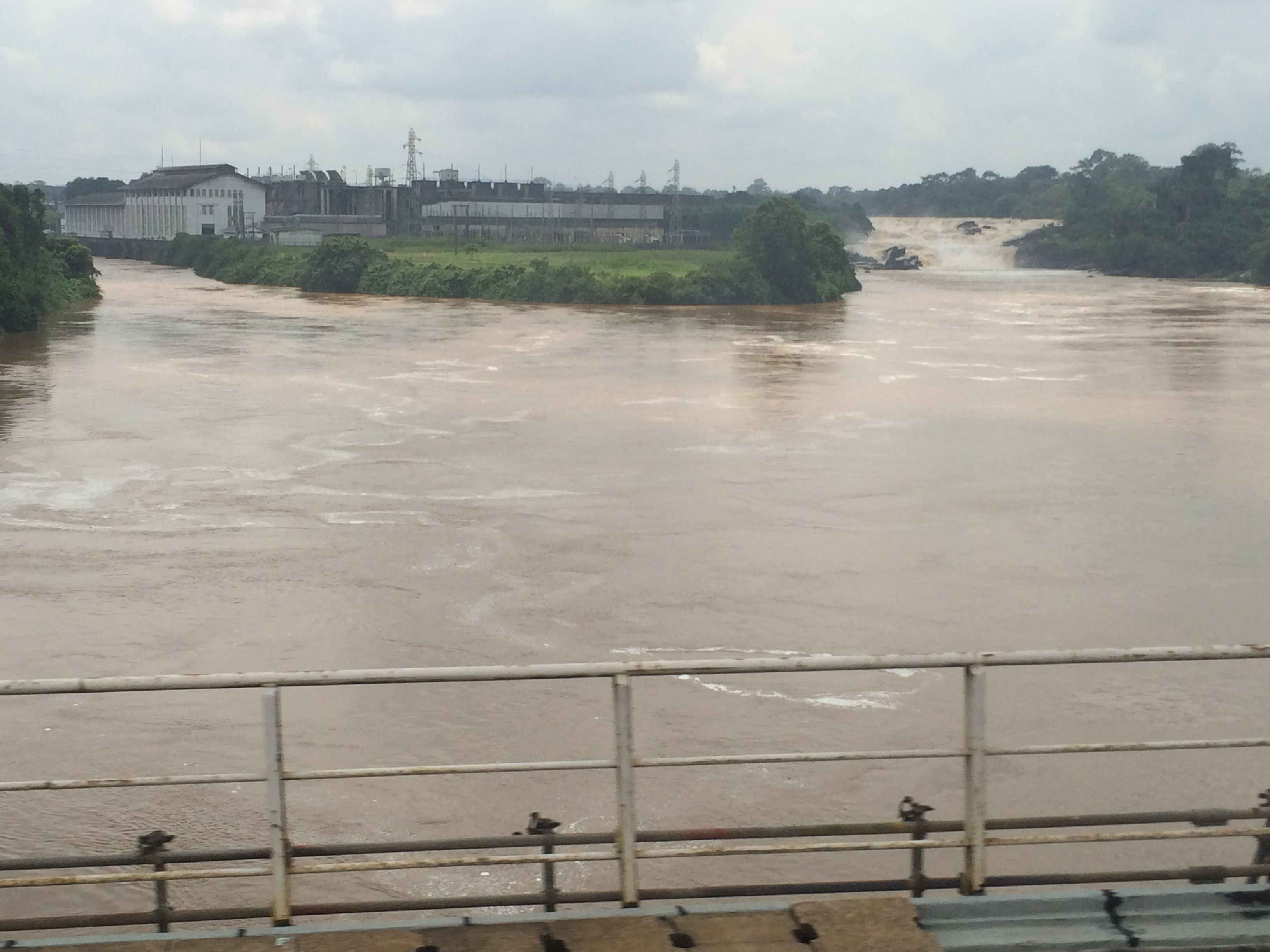
La centrale sur la Sanaga.

La construction progressive de la centrale hydroélectrique d’Edéa fut entamée dans les années 1950 avant l’indépendance du Cameroun. Le barrage fut inauguré le 5 février 1954. La centrale Édéa I, inaugurée en 1954 en même temps que le barrage, comportait à l’origine deux groupes de 11 MW ; elle a été complétée par l’équipement de 1955 à 1958 de la centrale d’Edéa II comportant 6 groupes de 20,8 MW chacun ; parallèlement un troisième groupe de 11 MW était installé à Edéa I, pour permettre l’alimentation en énergie électrique des installations d’électrochimie que la société ALUCAM venait de mettre en service à Edéa. Ultérieurement, la centrale d’Edéa a été étendue grâce à l’équipement par étape entre 1966 et 1976 par ENELCAM d’abord et SONEL par la suite de la centrale d’Edéa III (cinq groupes de 20,8 MW chacun).

## Construction

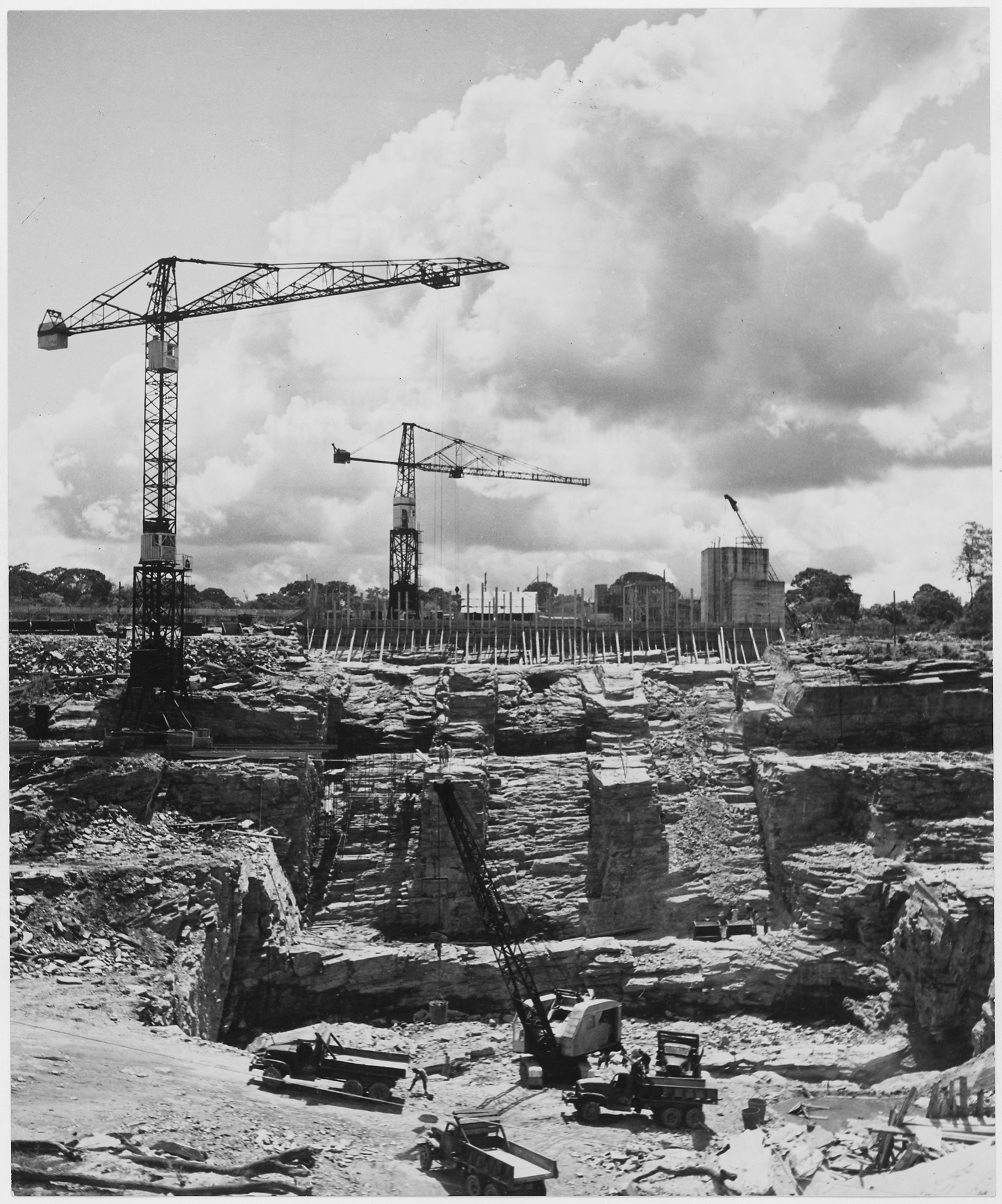
La construction du barrage

Construit dans les années 1950, la sécurité du déversoir n'était plus assurée en 2008 avec un risque élevé d'importantes pertes énergétiques de la centrale hydroélectrique. En décembre 2008, un contrat entre AES Sonel et la société allemande DSD NOELL GmbH a été signé pour construire un nouveau déversoir à 6 m en aval de l'axe de l’ancien barrage. Le contrat de prestation intégrait la conception, la fabrication et le montage de 6 vannes radiales du déversoir à moteur hydraulique, chacune de 18 m de large et 7,5 m de haut, d'un ensemble de batardeaux, d'un portique de levage au niveau du déversoir pour l’utilisation des batardeaux et pour la maintenance des vannes radiales, de 6 ponts en acier pour l'accès au déversoir et d'un système de contrôle local et à distance. Cette réhabilitation a permis d'augmenter la capacité de la centrale de 4 MW, la portant de 263 à 267 MW.

## Situation
| \| 500 km1:18 610 000 \| Lom-Pangar (30 Mw) Édéa(276,4 Mw) Mekin (15 Mw) Memve'ele (211 Mw) Mokolo (?? Mw) Song Loulou (384 Mw) Mapé (??? Mw) Lagdo (72 Mw) Chollet (600 Mw) |
| 500 km1:18 610 000 |

| Centrales hydroélectriques existantes        |
| Centrales hydroélectriques en projet         |
| (192 Mw) Capacités installées (en Mégawatts) |

## Philatélie
En 1953, peu avant l'inauguration, la République française émet un timbre de 15 F intitulé « Barrage d'Édéa ».